# Назбиралося на 2010
Назбиралося на 2010 — альбом реміксів українського гурту Тартак виданий 2010 року.

## Трек-лист
1. Кожнетіло (Десять(К)Роківерсія)
2. Попкорн (Vs & FDR Pop Bass Mix)
3. Дж…Ангел (Антон Східний Ремікс)
4. Я не знаю (Jalsomino Mix)
5. Атомна Помпа (Radio Remix)
6. Омана (Vs & FDR Funk Version)
7. А в нашого пана (Наше Різдво + АСТАРТА)
8. 3Dенс (Alexander Slootsky Remix)
9. Приспівки (Dj Архітектор Мендисабаль Ремікс)
10. Ти подумай (Flashtronica & FDR Remix)
11. Не варта (Дмитро(К)Поп Мікс)
12. Комп'ютерні тигри (Антон Східний Ремікс)
13. Ти дуже гарна (Кофеїн Позитиверсія)
14. Божевільні Танці (Dmbass Remix)
15. Інґліш Сонґ (Jalsomino Remix)
16. Я не знаю (SE & FDR Mix)
17. 3Dенс (FDR Flashtronica Mix)
18. Омана (Vs & FDR Radio Version)
19. Лицарський хрест (Акустична версія + Андрій Підлужний)
20. Не Кажучи Нікому (Cocoon & FDR Mix + Андрій Підлужний)